# Élections législatives algériennes de 2021
Les élections législatives algériennes de 2021 ont lieu de manière anticipée le 12 juin 2021 afin d'élire pour cinq ans les 407 députés de la neuvième législature de l'Assemblée populaire nationale. 
Initialement attendues pour 2022, les élections sont organisées de manière anticipée dans le contexte d'une révision de la Constitution opérée par référendum en novembre 2020. Tout comme ces évènements, les élections s'inscrivent dans le prolongement du mouvement de contestation populaire du Hirak, qui voient le régime procéder à une répression accrue de ses opposants.
Avec un taux de participation de seulement 23 %, le Front de libération nationale enregistre un net recul mais demeure le premier parti à l'Assemblée avec un quart des sièges. Pour la première fois cependant, son duo avec le Rassemblement national démocratique perd la majorité absolue des sièges. Le scrutin voit par ailleurs une importante réduction du nombre de partis représenté à l'Assemblée, de 35 à 12, ainsi que l'avancée des listes indépendantes, tandis que plus de 72 % des suffrages se portent sur des listes n'obtenant pas de représentation parlementaire.

## Contexte

### Législatives de 2017
Les élections législatives de mai 2017 sont caractérisées par un faible taux de participation de 35 %, encore inférieur aux 43 % des législatives de 2012. Le scrutin voit la reconduite de la coalition au pouvoir, une alliance entre le Front de libération nationale (FLN) et le Rassemblement national pour la démocratie (RND), qui conserve la majorité absolue des sièges à l’Assemblée nationale populaire, malgré un net recul du FLN.
Le contexte social en Algérie est tendu depuis plusieurs années en raison de la chute des cours du baril de pétrole, le gouvernement n'ayant jamais parvenu à mettre fin à la dépendance du pays aux hydrocarbures, qui représentent 60 % du budget de l'État. Une grande partie de la population rencontre des difficultés économiques du fait de l'impact de cette chute du budget national sur les prix des produits de premières nécessité, fortement subventionnés par l'État.
En septembre 2020,  l'ancien député du FLN  Baha Eddine Tliba révèle la corruption liée à la vente de postes de députés lors de ces élections ; Djamel Ould Abbes, à l'époque secrétaire général du FLN, indique que les listes ont été élaborées par Abdelmalek Sellal (à l'époque Premier ministre), Noureddine Bedoui (à l'époque ministre de l'Intérieur) et Tayeb Louh (à l'époque ministre de la Justice). À la suite de ces révélations, le Front des forces socialistes, le Rassemblement pour la culture et la démocratie, le Parti des travailleurs, le Mouvement de la société pour la paix, El Adala et la Ligue algérienne pour la défense des droits de l'homme demandent la dissolution de l'Assemblée.

### Hirak
Le président Abdelmadjid Tebboune, élu de manière controversée en décembre 2019 à la suite des manifestations massives connues sous le nom de « Hirak », engage dès le début de son mandat une réforme constitutionnelle qui aboutit à la tenue d'un référendum le premier novembre 2020. Une dissolution anticipée de l'Assemblée populaire nationale est alors attendue après l'approbation de la nouvelle constitution par la population, ce qu'Abdelmajid Tebboune confirme dès septembre. La convocation du scrutin est cependant retardée par l'absence du chef de l'État, évacué en Allemagne pour le traitement du Covid-19 et dont l'état se détériore à la mi-novembre. L'Assemblée est finalement dissoute le 18 février 2021,, et les élections convoquées le 11 mars pour le 12 juin 2021.

## Système électoral

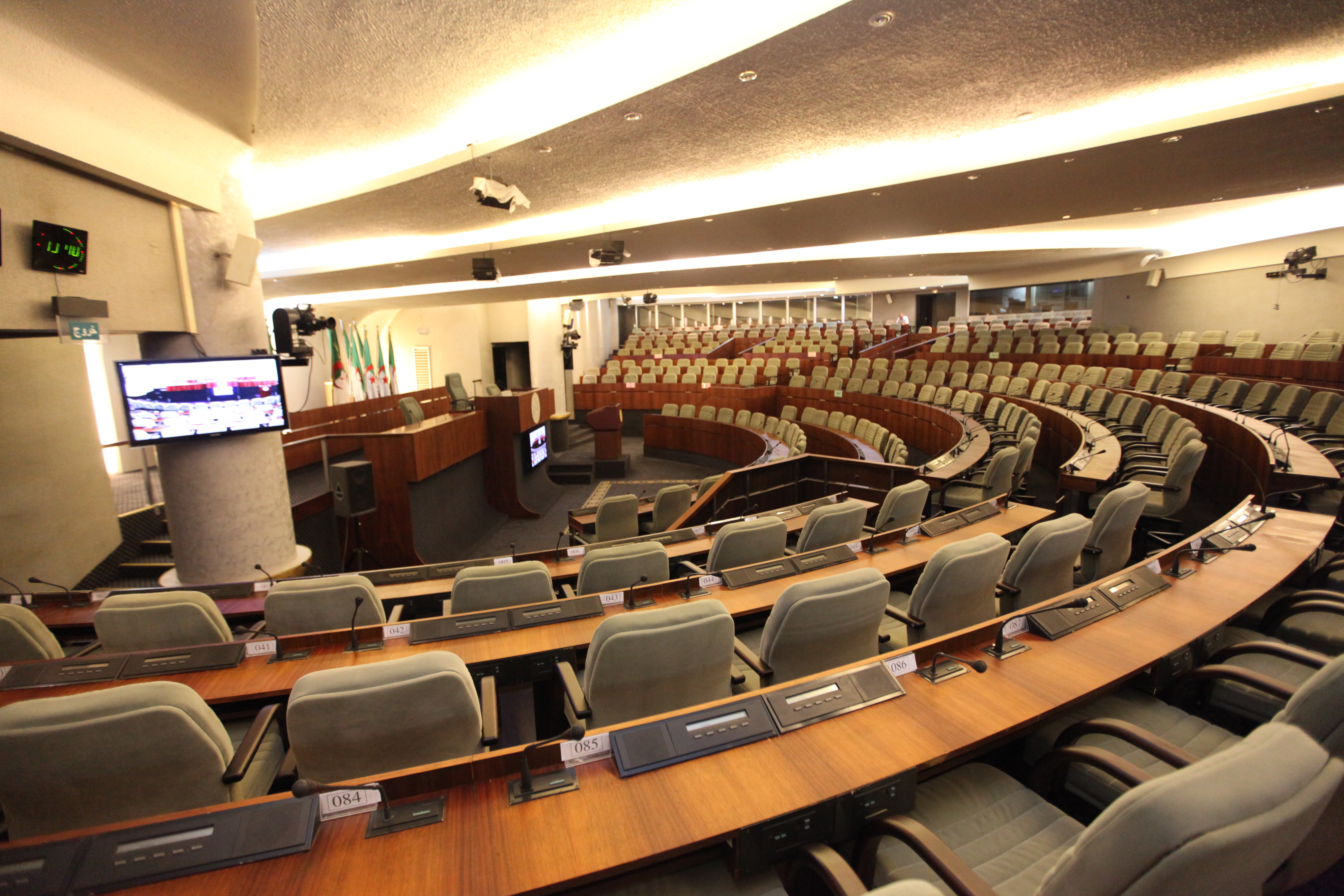
Hémicycle de l'Assemblée.

L'Algérie est dotée d'un parlement bicaméral dont l'Assemblée populaire nationale est la chambre basse. Celle-ci est composée de 407 sièges pourvus pour cinq ans au scrutin proportionnel plurinominal dans 59 circonscriptions correspondants aux 58 wilayas (préfectures) du pays plus une circonscription représentant la diaspora. Chaque circonscription se voit attribuer un nombre de sièges en fonction de sa population : un siège par tranche de 120 000 habitants, plus un siège pour une éventuelle tranche restante de 60 000 habitants, avec un minimum de trois sièges par circonscriptions. Les listes sont ouvertes, avec vote préférentiel, sans panachage, et un seuil électoral de 5 % des suffrages exprimés dans la circonscription. Après décompte des suffrages, la répartition des sièges se fait selon la méthode dite « du plus fort reste »,.
Il s'agit des premières élections depuis la modification de la loi électorale quelques mois auparavant, qui a introduit les listes ouvertes et le seuil électoral. À titre exceptionnel pour ce scrutin, la nouvelle loi lève les conditions restreignant la participation des partis aux seuls d'entre eux ayant recueilli au moins 4 % des suffrages exprimés aux précédentes élections, ou réuni les signatures de parrainages de 250 citoyens par siège à pourvoir dans chacune des circonscriptions dans laquelle un de leurs candidats se présente. Le nombre total de sièges est également en réduction pour ce scrutin, passant de 462 à 407 sièges à la suite d'un décret présidentiel modifiant la clé de répartition en fonction de la population. Les précédentes élections étaient en effet organisées avec un siège par tranche de 80 000 habitants, plus un siège pour une éventuelle tranche restante de 40 000 habitants, pour un minimum de quatre sièges par circonscriptions.
Un total de 24 490 180 électeurs sont attendus aux urnes, dont 23 587 815 en Algérie et 902 365 à l'étranger.

## Forces en présence
| Parti | Parti                                                                              | Logo | Idéologie                                           | Chef de file               | Résultats en 2017           |
| ----- | ---------------------------------------------------------------------------------- | ---- | --------------------------------------------------- | -------------------------- | --------------------------- |
|       | Front de libération nationale جبهة التحرير الوطني Tirni n Weslelli Aɣelnaw         |      | Attrape-tout Troisième voie Nationalisme algérien   | Abou El-Fadhel Baadji (en) | 26,0 % des voix 161 députés |
|       | Rassemblement national démocratique التجمع الوطني الديمقراطي Agraw aɣelnaw amagday |      | Centre droit Libéral-conservatisme                  | Tayeb Zitouni              | 14,9 % des voix 100 députés |
|       | Mouvement de la société pour la paix حماس الجزائر Harakat Moudjtamaa As-Silm       |      | Droite Islamisme Conservatisme social               | Abderrazak Makri           | 6,09 % des voix 34 députés  |
|       | Rassemblement de l'espoir de l'Algérie تجمع أمل الجزائر Agraw n Lamal n Lezzayer   |      | Droite Libéral-conservatisme Nationalisme algérien  | Fatima Zohra Zerouati      | 4,2 % des voix 20 députés   |
|       | Front El Moustakbal جبهة المستقبل Tirni n Lmusteqbel                               |      | Centre Nationalisme algérien                        | Abdelaziz Belaïd           | 4,11 % des voix 14 députés  |
|       | Mouvement populaire algérien الحركة الشعبية الجزائرية Amusu agdudan adzayri        |      | Centre gauche Laïcisme Social-démocratie Berbérisme | Amara Benyounès            | 3,73 % des voix 13 députés  |

## Campagne
Le scrutin se révèle un véritable dilemme pour les partis ayant appelé au boycott du référendum de novembre 2020. Ceux-ci se retrouvent ainsi tiraillés entre le choix d'un appel renouvelé au boycott pour rester en phase avec le Hirak, au prix de la perte d'une tribune d'expression ainsi que d'une aide financière parfois cruciale, et celui d'une participation au scrutin, qui porte alors le risque de la décrédibilisation des formations.
Le président du Mouvement national El Bina, Abdelkader Bengrina, annonce le 13 mars la participation de son parti aux élections législatives, et ce, dans le cadre d'« une alliance électorale », précisant qu'il n'a pas encore reçu de propositions dans ce sens. La secrétaire générale du Parti des travailleurs, Louisa Hanoune, annonce le 15 mars 2021 que son parti boycottera le scrutin ; 
le Parti du Rassemblement pour la culture et la démocratie (RCD) annonce le 20 mars 2021 que son parti fera de même. Alors qu'il avait boycotté les élections législatives de 2017, le parti Avant-garde des libertés annonce en mars son intention de participer ; le 27 mars, l'Union pour le changement et le progrès (UCP), présidé par Zoubida Assoul, annonce qu'il ne participera pas aux élections. Le Conseil national du Front des forces socialistes (FFS), réuni le 3 avril en session extraordinaire, rejette à l'unanimité de participer au scrutin. Les forces du pacte de l'Alternative démocratique (PAD), en annonçant le 5 avril  leur « rejet des législatives du 12 juin prochain » confirment ainsi le boycott du Parti socialiste des travailleurs (PST) et du Mouvement démocratique et social (MDS). Le président de Jil Jadid, Soufiane Djilali, annonce le 11 avril 2021, que « le conseil national du parti a voté à l’unanimité en faveur de la participation aux prochaines élections législatives », tout en critiquant les partisans du boycott, les qualifiant même « d’alliés de l’ancien système ».
La campagne, qui commence le 20 mai, voit apparaître des affiches électorales où les visages des candidates sont volontairement effacés (contrairement à celui des hommes), un phénomène déjà constaté lors des élections législatives algériennes de 2017 et qui avait entraîné des mises en demeure de la Haute instance indépendante de surveillance des élections (Hiise), organisme ayant précédé l'Autorité nationale indépendante des élections (ANIE).
L'agence Algérie Presse Service couvre régulièrement la campagne des différents candidats,,,,,. La presse indépendante relève des déclarations de candidats qu'elle qualifie de « fantaisistes », critique certaines affiches de campagne et mentionne des meetings annulés faute de public,,.
Au total, l'ANIE décompte 1 483 listes de candidats, dont 837 listes d'indépendants et 646 listes de partis politiques.

## Répression
Dans le cadre de la reprise en main du régime dont les législatives constituent la troisième étape après la présidentielle et le référendum constitutionnel, la répression contre les figures du Hirak s'intensifie à l'approche des élections. Le régime multiplie ainsi les interpellations et les poursuites judiciaires à l'encontre des opposants, avocats, journalistes et autres membres du Hirak. 
Deux jours avant le scrutin, les services de sécurité arrêtent ainsi l'opposant Karim Tabbou, le directeur de radio Ihsane El Kadi et le journaliste Khaled Drareni, figures de la contestation. Ceux ci se voient ainsi interdits de parler à la presse pendant quarante-huit heures dans le cadre de la procédure judiciaire. La police procède également à plusieurs arrestations d'individus accusés d'être membres d'une « cellule qui incitait aux rassemblements et à l’atteinte à la sécurité nationale »,.
Les accès à la capitale, Alger, sont bouclés le 11 juin pour empêcher la marche du Hirak, traditionnellement organisée tous les vendredis.

## Résultats
|                           |                                                              |            |       |       |        |               |  |  |  |
| Partis                    | Partis                                                       | Voix       | %     | +/-   | Sièges | +/-           |  |  |  |
|                           | Front de libération nationale (FLN)                          | 287 828    | 6,24  | 19,75 | 98     | 63            |  |  |  |
|                           | Mouvement de la société pour la paix (MSP)                   | 208 471    | 4,52  | 1,57  | 65     | 31            |  |  |  |
|                           | Rassemblement national démocratique (RND)                    | 198 758    | 4,31  | 10,60 | 58     | 42            |  |  |  |
|                           | Front El Moustakbal (FM)                                     | 153 987    | 3,34  | 0,77  | 48     | 34            |  |  |  |
|                           | Mouvement El-Bina (MEB)                                      | 106 203    | 2,30  | –     | 39     | –             |  |  |  |
|                           | La Voix du peuple                                            | 13 103     | 0,28  | 0,13  | 3      | 2             |  |  |  |
|                           | Parti de la liberté et de la justice (PLJ)                   | 10 618     | 0,23  | Nv    | 2      | 2             |  |  |  |
|                           | Front de l’Algérie nouvelle (FAN)                            | 7 916      | 0,17  | Nv    | 1      | 1             |  |  |  |
|                           | Front de la justice et du développement (FJD)                | 7 667      | 0,17  | –     | 2      | –             |  |  |  |
|                           | El Fadjr El Djadid                                           | 7 433      | 0,16  | Nv    | 2      | 2             |  |  |  |
|                           | El Karama                                                    | 5 942      | 0,13  | Nv    | 1      | 2             |  |  |  |
|                           | Front de la bonne gouvernance (FBG)                          | 3 724      | 0,08  | Nv    | 2      | 2             |  |  |  |
|                           | Jil Jadid                                                    | 3 576      | 0,08  | N/a   | 1      | 1             |  |  |  |
|                           | Front national algérien (FNA)                                | 1 207      | 0,03  | N/a   | 1      | en stagnation |  |  |  |
|                           | Rassemblement de l'espoir de l'Algérie (TAJ)                 | 3 337 487  | 72,39 | –     | 0      | 20            |  |  |  |
|                           | Mouvement populaire algérien (MPA)                           | 3 337 487  | 72,39 | –     | 0      | 13            |  |  |  |
|                           | Alliance nationale républicaine (ANR)                        | 3 337 487  | 72,39 | –     | 0      | 6             |  |  |  |
|                           | Ahd 54                                                       | 3 337 487  | 72,39 | –     | 0      | 2             |  |  |  |
|                           | Parti national pour la solidarité et le développement (PNSD) | 3 337 487  | 72,39 | –     | 0      | 2             |  |  |  |
|                           | Autres partis ou indépendants                                | 3 337 487  | 72,39 | –     | 0      | –             |  |  |  |
|                           | Indépendants ayant remporté des sièges                       | 256 732    | 5,57  | –     | 84     | 56            |  |  |  |
|                           |                                                              |            |       |       |        |               |  |  |  |
| Suffrages exprimés        | Suffrages exprimés                                           | 4 610 652  | 82,01 |       |        |               |  |  |  |
| Votes blancs et invalides | Votes blancs et invalides                                    | 1 011 749  | 17,99 |       |        |               |  |  |  |
| Total                     | Total                                                        | 5 622 401  | 100   | –     | 407    | 55            |  |  |  |
| Abstentions               | Abstentions                                                  | 18 831 591 | 77,00 |       |        |               |  |  |  |
| Inscrits / participation  | Inscrits / participation                                     | 24 453 992 | 23,00 |       |        |               |  |  |  |

## Analyse
Les élections sont marquées par une très forte abstention, seuls 23,02 % des électeurs s'étant rendus aux urnes, contre 35,37 % en 2017 et 43,14 % en 2012. Comme attendu, le désintérêt de la population est profond, dans un contexte de boycott du scrutin par une partie de la classe politique et de repression du Hirak. Le président Abdelmadjid Tebboune déclare quant à lui que le taux de participation ne l'intéresse pas, jugeant que « ce qui importe est que ceux qui sortiront de l'urne détiennent la légitimité populaire qui leur permettra, demain, d'exercer le pouvoir législatif » .
L'abstention est particulièrement forte dans les régions de Kabylie, où le vote n'a pratiquement pas lieu. Dans plusieurs dizaines de bureaux de vote, des manifestations de protestation contre le scrutin amènent même à leur fermeture ou à leur saccage.
Pour la première fois depuis l'instauration du multipartisme, l'alliance réunissant le FLN et le RND ne remporte pas la majorité absolue des sièges. Près de deux tiers des partis sortants sont éliminés, l'assemblée n'en comportant que 12, contre 35 en 2017. Cette réduction se fait notamment au profit des listes indépendantes qui, combinées, arrivent deuxième en termes de suffrages comme de sièges.

## Suites
Le 30 juin, Abdelmadjid Tebboune nomme Premier ministre le ministre des Finances Aïmene Benabderrahmane, en remplacement d'Abdelaziz Djerad, et le charge de former un gouvernement, ce qu'il fait le 7 juillet.